# 張其平
張其平，號心矩（心知），河南河南府偃師縣民籍，明朝政治人物，同進士出身。

## 生平
万历四十三年（1615年）乙卯科河南鄉試第二十九名举人，四十四年（1616年）联捷丙辰科进士，刑部觀政，四十六年四月授行人。天啓元年除原职，本年雲南主考，四年升吏部稽勋司主事，本年調验封司，五年調考功司、文选司，升任考功司署郎中事员外郎，给假。崇祯六年起稽勋司郎中，調考功司，掌崇祯七年甲戌科选事。晋太仆寺少卿，提督西路馬政。本年超擢右佥都御史，巡抚保定。崇禎十一年，坐属邑失亡多，下獄，与山東巡撫颜继祖并被杀于西市。崇禎十二年（1639年）八月，诛文武失事诸臣三十二人——保定巡抚张其平、順天巡撫陳祖苞、总兵倪寵、内监鄧希詔等。

## 家族
曾祖张文迪。祖父张廷周。父张時中，庠生。